# Jolobok, Sloveanoserbsk
Jolobok (în ucraineană Жолобок) este un sat în așezarea urbană Frunze din raionul Sloveanoserbsk, regiunea Luhansk, Ucraina.

## Demografie
Componența lingvistică a localității Jolobok
     Ucraineană (89,54%)
     Rusă (9,8%)
     Alte limbi (0,65%)
Conform recensământului din 2001, majoritatea populației localității Jolobok era vorbitoare de ucraineană (89,54%), existând în minoritate și vorbitori de rusă (9,8%).